# Jean-Paul Gros
Pour les articles homonymes, voir Gros.
Jean-Paul Gros, né le 10 décembre 1960 à Saint-Symphorien-d'Ozon, est un tireur sportif français licencié au TO Thiernois, spécialisé en double trap et en fosse olympique, spécialités dont il fut l'entraìneur des équipes de France au début des années 2000.

## Palmarès

### Championnats du monde
- Champion du monde de double trap par équipes en 1990 (Moscou - 1re édition);
- 3e des championnats du monde de double trap individuels en 1990 (Moscou);

### Championnats d'Europe
- Vice-champion d'Europe de double trap individuels en 2000 (Montecatini);
- Vice-champion d'Europe de double trap par équipes en 1998 (Nicosie), 1999 (Poussan), et 2002 (Lonato);

### Championnats de France
- Champion de France en 1994, 1995, 1998 et 2000 (double trap);
- Champion de France en 1988 et 1989 (fosse olympique).

### Jeux olympiques
- Participation aux JO de Barcelone en 1992 en fosse olympique.
- Participation aux JO d'Atlanta en 1996 en double trap.
- Participation aux JO de Sydney en 2000 en double trap.